# Solidarité Tibet
Solidarité Tibet est une Association loi de 1901 dont le siège est situé dans la ville de Blois. Cette association a été créée en 1996 par des musiciens et a pour objectif de proposer une information sur la situation des droits de l'homme, de la culture au Tibet, d'organiser des événements pour financer des projets humanitaires pour les réfugiés tibétains, et de promouvoir la non-violence par la musique et les arts. L'association a été dissoute le 2 avril 2010.

## Activités

### Interview du dalaï-lama
Le 2 mai 1996, Solidarité Tibet réalise une interview du dalaï-lama à Dharamsala, dans le nord de l'Inde.

### Publications et productions

#### Le Yack enchaîné
L'association publie un journal intitulé Le Yack enchaîné.

#### Compilation «Tibet libre»

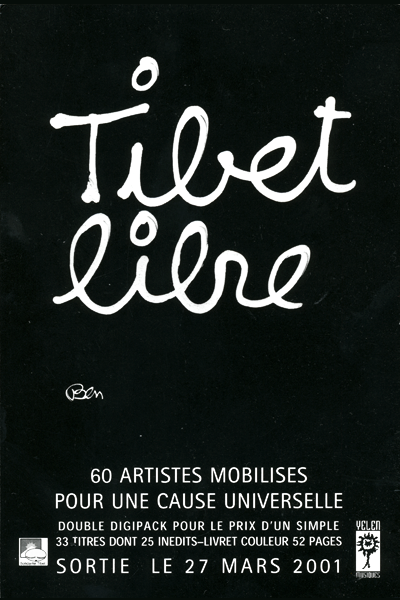
Tibet Libre, 2001, par Ben.

Le 27 mars 2001, un double CD intitulé « Tibet libre », accompagné d'un livret d'information  sur le Tibet, comportant de nombreuses photos, illustrations et textes, distribué par Yelen musiques, est produit par l'association,. Le CD comporte des compositions de 60 artistes, dont Kaly Live Dub et le groupe Tryo qui remixe pour l'occasion un titre de Faut qu'ils s'activent. Le peintre Ben, un artiste majeur de l'avant-garde artistique française qui s'est engagé pour un Tibet libre, composera une œuvre pour illustrer le titre,. Le CD comporte la participation de Sergent Garcia, Shakti, Mister Gang, considérés comme des têtes d'affiche, le livret préfacé par le dalaï-lama, comporte des contributions de Claude B. Levenson, Matthieu Ricard, Cosey, Olivier Föllmi et Bati. Tenzin Gönpo et Yangdu Tso interprètent le titre Song Of Amdo pour l'album.

### Pétition et mobilisation pour le panchen-lama
Le 26 octobre 1999, Solidarité Tibet remet une pétition demandant la libération de Gendhun Choekyi Nyima, reconnu par le 10e dalaï lama comme étant le 10e panchen-lama, et comportant 10 000 signatures à M. Jean-David Levitte, responsable à l'époque de la Section Asie de l’Élysée.

### Manifestations
Le 10 mars 2006 Nicolas Perruchot, maire de Blois, hissa le drapeau tibétain sur l'hôtel de Ville en présence de l'association Solidarité Tibet qui appelait à une manifestation en commémoration du soulèvement tibétain de 1959. 
Solidarité Tibet fut l'une des associations qui appela à un rassemblement sur le parvis des Droits de l'Homme, au Trocadéro, lors du Relais de la flamme olympique 2008 à Paris,.
Pour marquer le 50e anniversaire du soulèvement tibétain, Solidarité Tibet envisagea de colorer les eaux de la Loire en rouge; devant le refus des autorités d'utiliser de l'éosine, 2 000 gerberas rouges, furent jetées dans le fleuve

### Conférences
Le 19 octobre 2007, Les Rendez-vous de l'histoire inscrit à son programme une conférence intitulée Guerre de l'information, diplomatie du révisionnisme : les cas de la Chine et du Tibet, en collaboration avec Solidarité Tibet, avec la participation de Marie Holzman, sinologue, auteur, traductrice et enseignante à l'université de Paris VII, et Mathieu Vernerey, rédacteur en chef de la Revue Alternative Tibétaine.

### Campagne lors de la présidentielle de 2007
Solidarité Tibet et la Communauté tibétaine de France ont rencontré des candidats à l’élection présidentielle de 2007, afin d’évaluer leur position sur l’avenir du Tibet. Lors de cette campagne, le Conseil régional d'Île-de-France, Jean-Marc Brulé, et Thupten Gyatso, président de la Communauté tibétaine de France, ont été reçus par Dominique Voynet, candidate des Verts. Thupten Gyatso a aussi rencontré Jack Lang, ancien ministre socialiste de la culture et Conseiller spécial de Ségolène Royal.

### Concerts de soutien au Tibet
Lors du second festival l'Euro de Nosauts, une soirée fut consacrée à l'association Solidarité Tibet, le 31 mai 2002, à laquelle Nina Hagen participa.
Le 13 avril 2002, à Fresnes, l'association Keep on Moving organisa un concert au profit de Solidarité-Tibet à la MJC Louise-Michel. 
En octobre 2003, l'association doit annuler un concert de soutien pour le peuple tibétain prévu au Zénith, par déficit de vente de places,, c'est une grosse déception.  
En juillet 2008, une soirée Solidarité Tibet est organisée à Blois, à la Guinguette,

### Actions humanitaires
En 2006, l'association réalisa des actions humanitaires, visant d'une part à aider la culture tibétaine en soutenant 2 écoles de réfugiés tibétains, la Kula Mountain School située dans le Dolpo au Népal, et l’école de Thoesamling, située dans la vallée de Kulu, au nord de l'Inde et gérée par Dagpo Rinpoché, et aux moines du monastère de Gyuto, en Inde, et d'autre part à promouvoir le développement durable en soutenant le Central Tibetan Relief Committee géré par le gouvernement tibétain en exil dans ses projets de construction de puits pour obtenir de l’eau potable, et de plantation d’arbres fruitiers, mais aussi Don et Action pour le Tibet dans son projet d'équipement en panneaux solaires d'un camp de réfugiés, et Géshé Thupten Tempa, pour le financement d’une pompe à eau pour un camp à Mundgod.

## Soutiens
Le groupe musical Tryo soutient différentes associations, dont Solidarité Tibet.

## Dissolution
Après 14 ans d'activité, en raison de difficultés pour renouveler le Conseil d'Administration et de l'impression d’avoir fait ce qui était possible avec les moyens disponibles, l’association vota sa dissolution le 2 avril 2010. Elle passe le relai de ses actions à Étudiants pour un Tibet libre, Paris.